# Varuhi galaksije (film, 2014)
Varuhi galaksije je ameriški superjunaški film iz leta 2014, ki temelji na istoimenski ekipi superherojev iz Marvelovih stripov. Režiral ga je James Gunn, ki je scenarij napisal skupaj z Nicole Perlman, v filmu pa igrajo Chris Pratt, Zoe Saldaña, Dave Bautista, Vin Diesel, Bradley Cooper, Lee Pace, Michael Rooker, Karen Gillan, Djimon Hounsou, John C. Reilly, Glenn Close, Benicio del Toro in Josh Brolin. V filmu Peter Quill in skupina nezemeljskih zločincev pobegnejo, potem ko ukradejo močan artefakt.
Perlman je scenarij začel pisati leta 2009. Producent Kevin Feige je Varuhe galaksije kot potencialni film prvič javno omenil leta 2010, Marvel Studios pa je na julijskem Comic-Conu v San Diegu leta 2012 sporočil, da je film v postopku razvoju. Gunn je bil septembra istega leta najet za scenarista in režiserja filma. Februarja 2013 je bil v igralsko zasebno najet Chris Pratt, nato pa so bili potrjeni tudi drugi člani igralske zasedbe. Snemanje se je začelo julija 2013 v Shepperton Studios v Angliji, snemanje pa se je nadaljevalo v Londonu, preden se je končalo oktobra 2013. Poleg originalne glasbe Tylerja Batesa zvočni posnetek vključuje več priljubljenih pesmi iz šestdesetih in sedemdesetih let prejšnjega stoletja, ki jih je izbral Gunn. Postprodukcija je bila končana 7. julija 2014.
Film Varuhi galaksije je bil premierno predvajan v gledališču Dolby v Hollywoodu v Los Angelesu 21. julija 2014, v Združenih državah Amerike pa je v kina izšel 1. avgusta kot del druge faze serijskega filma MCU. Film je postal kritični in komercialni uspeh, saj je po vsem svetu zaslužil 773,3 milijona dolarjev in postal tretji najuspešnejši film leta 2014. Kritiki so ga pohvalili za scenarij, režijo, igralsko zasedbo, humor, glasbo, vizualne učinke in akcijske prizore. Na 87. podelitvi oskarjev je bil nominiran za dva oskarja in prejel številna druga priznanja. Izšli sta dve nadaljevanji: Varuhi galaksije 2 (2017) in Varuhi galaksije 3 (2023).

## Vsebina
Leta 1988, po materini smrti, otroka Petra Quilla z Zemlje ugrabijo Ravagerji, skupina nezemeljskih tatov in tihotapcev pod vodstvom Yonduja Udonte. Leta 2014 Quill na zapuščenem planetu Morag ukrade skrivnostno kroglo, a ga dobijo privrženci fanatičnega odpadnika iz plemena Kree, Ronana, pod vodstvom Koratha. Čeprav Quill pobegne s kroglo, Yondu odkrije njegovo krajo in razpiše nagrado za njegovo ujetje, Ronan pa pošlje morilko Gamoro, da prinese kroglo. 
Ko Quill poskuša prodati kroglo na Xandarju, prestolnici imperija Nova, ga Gamora napade in mu ukrade kroglo. Pride do boja, v katerega se vključita dva lovca za nagrado: Rocket, gensko in kibernetično spremenjen rakun, njegov spremljevalec, drevesu podoben humanoid, Groot. Policisti korpusa Nova ujamejo vse štiri in jih pridržijo v zaporu Kyln. Zapornik, Drax Uničevalec, poskuša ubiti Gamoro zaradi njene povezave z Ronanom, ki je ubil njegovo ženo in hčer. Quill prepriča Draxa, da mu lahko Gamora pripelje Ronana, čeprav Gamora razkrije, da je izdala Ronana, ker mu ni hotela dovoliti, da bi uporabil moč krogle. Ko izvedo, da namerava Gamora prodati kroglo zbiratelju Taneleerju Tivanu, se Quill, Rocket, Groot in Drax združijo, da bi pobegnili iz Kylna na Quillovi ladji Milano.
Ronan se sreča z Gamorinim posvojenim očetom Thanosom, da bi se pogovoril o njeni izdaji. Quillova skupina medtem pobegne v Knowhere, mestni planet, kjer prebivajo tatovi in trgovci, narejen iz odsekane glave mrtvega Nebeškega bitja. Pijani Drax prikliče Ronana, medtem ko se preostali del skupine sreča s Tivanom. Tivan odpre kroglo in razkrije Kamen neskončnosti, predmet neizmerne moči, ki uniči vsa bitja, razen najmočnejših, ki ga nosijo. Tivanova sužnja Carina zgrabi Kamen in sproži eksplozijo, ki pogoltne Tivanovo zbirko. Ronan prispe in zlahka premaga Draxa, medtem ko drugi pobegnejo z ladjo, zasledujejo pa jih Ronanovi privrženci, vključno z Gamorino posvojiteljico Nebulo. Nebula uniči Gamorino ladjo in jo pusti lebdeti v vesolju, Ronanovi borci pa ujamejo kroglo.
Quill stopi v stik z Yondujem, preden reši Gamoro v vesolju in ji da svojo čelado, da bi preživela; Yondu prispe in par se vrne nazaj. Rocket, Drax in Groot grozijo, da bodo napadli Yondujevo ladjo, da bi ju rešili, toda Quill se pogaja o premirju in Yonduju obljubi kroglo. Quillova skupina se strinja, da soočenje z Ronanom pomeni gotovo smrt, vendar mu ne morejo dovoliti, da uporabi Kamen neskončnosti za uničenje galaksije. Kmalu na Ronanovi vodilni ladji Temni Aster, Ronan vstavi Kamen v svoje bojno kladivo in si pridobi njegovo moč. Stopi v stik s Thanosom in mu zagrozi, da ga bo ubil, potem ko bo najprej uničil Xandarja. Nebula, ki sovraži svojega posvojenega očeta, stopi na Ronanovo stran. 
Skupina Ravagerjev in Quilla se pridruži korpusu Nova, da bi se pri Xandarju soočili s Temnim Asterjem, pri čemer Quillova skupina z ladjo Milano vdre v vojno ladjo. Ronan uporabi svoje opolnomočeno bojno kladivo, da uniči floto korpusa Nova. Drax ubije Koratha, Gamora pa premaga Nebulo, ki pobegne. Vendar se skupina znajde pod Ronanovo močjo. Rocket strmoglavi ladjo Ravagerjev na Temnega Asterja. Poškodovani Temni Aster strmoglavi na Xandarju, Groot pa se žrtvuje, da bi zaščitil skupino. Ronan se izvleče iz razbitine in se pripravlja na uničenje Xandarja, vendar ga Quill zmoti, kar Draxu in Rocketu omogoči, da uničita Ronanovo bojno kladivo. Quill zgrabi osvobojeni kamen in ga, medtem ko si Gamora, Drax in Rocket delijo njegovo moč, uporabi za obrambo pred Ronanom, kateri nato umre. 
Quill da Yonduju posodo, v kateri naj bi bil Kamen, pravega pa izroči Nova Corpsu. Ko Ravagerji zapustijo Xandar, Kraglin Obfonteri pripomni, da se je izkazalo, da Quilla niso izročili očetu po pogodbi. Quillova skupina, zdaj znana kot Varuhi galaksije, ima izbrisane kazenske evidence in Quill izve, da je le napol človek, saj je njegov oče pripadnik starodavne, neznane vrste. Quill končno odpre zadnje darilo, ki ga je prejel od matere, kaseto, polno njenih najljubših pesmi. Varuhi odidejo v obnovljenem Milanu skupaj z lončkom, v katerega dajo Groota, ki nato zraste v njegovo otroško različico.
V prizoru po koncu filma, Tivan sedi v svojem uničenem arhivu z dvema živima eksponatoma: psom kozmonavtom in antropomorfno raco.

## Vloge
- Chris Pratt – Peter Quill (Star-Lord)
- Zoe Saldaña – Gamora
- Dave Bautista – Drax
- Vin Diesel – Groot
- Bradley Cooper – Rocket Ragun
- Lee Pace – Ronan
- Michael Rooker – Yondu Undota
- Karen Gillan – Nebula
- Dijmon Hounsou – Korath
- John C. Reilly – Rhomann Dey
- Glen Close – Iriani Rael
- Benicio del Toro – Taneleer Tivan (Zbiralec)
- Josh Brolin – Thanos